# Sasak
Die Sasak sind eine ethnische Gruppe mit ungefähr 2,7 Millionen Angehörigen, die etwa 85 Prozent der Einwohner auf der indonesischen Insel Lombok bilden. Sie sind mit den Balinesen in ethnischer Herkunft und Sprache verwandt.

## Sprache
Die Sprache Sasak gehört zur Bali-Sasak-Sumbawa-Untergruppe des West-malayo-polynesischen Sprachzweiges in der Austronesischen Sprachfamilie. Verschiedene Sprachebenen dienen zur Bestätigung der sozialen Differenzierung und werden in der traditionellen Kultur strikt eingehalten. Bei Verwendung der drei Sprachebenen jamaq, tengaq und utame kann der Sprecher der jeweiligen sozialen Schicht zugeordnet werden. Nach einer üblichen Klassifizierung werden fünf regionale Dialekte des Sasak unterschieden: menó-mené, ngenó-ngené, meriyak-meriku, kutó-kuté und ngettó-ngetté. Die Übergänge sind teilweise fließend, es lassen sich weitere Dialekte nach dem Wortschatz abgrenzen.

## Geschichte und Gesellschaft
Über die Geschichte der Sasak ist wenig bekannt. Lombok wurde ab Mitte des 14. Jahrhunderts direkt Gajah Mada unterstellt und gehörte damit praktisch zum hinduistischen Majapahit-Reiches. Seit dem 17. Jahrhundert regierte das Königreich Karangasem aus Ostbali über Lombok. Zuvor war Lombok in eine Reihe von sich häufig gegenseitig bekriegenden Sasak-Fürstentümern aufgeteilt. Nun waren sie den Balinesen tributpflichtig. 1891 kämpften die Sasak zusammen mit den Niederländern erfolgreich gegen die balinesische Dynastie im Westen der Insel. Lombok gehörte anschließend zum holländischen Kolonialbesitz.
Von den hinduistischen Balinesen übernahmen die Sasak die geschlossenen hierarchischen Strukturen einer Klassengesellschaft. Traditionell erfolgt die Einteilung in vier Klassen: Raden waren die vornehmen Adligen, Menak und Perwangse waren einfache Adlige, und Jajarkarang oder Bulu ketujur bildeten das Volk. Die Einteilung betrifft das Heiratssystem und die Sprachebene. Raden ist auch ein Titel für Mitglieder von Oberschichtsfamilien, deren Vorfahren Könige der Kleinreiche waren. Raden Nune ist der Namenszusatz für Männer, Raden Dende für Frauen. Heiraten sollten innerhalb der entsprechenden Schicht erfolgen. In der Anrede wird nicht zwischen verheirateten und unverheirateten Erwachsenen unterschieden; haben sie jedoch Kinder, erhalten sie die Titel Amaq (Vater) bzw. Inaq (Mutter) plus den Namen des ersten Kindes.
Bis um 1960 war für alle Gesellschaftsschichten die arrangierte Kreuzcousinenheirat üblich, die innerhalb des Dorfes (endogam) praktiziert wurde. Die Heirat unter Cousinen ist innerhalb der Normalbevölkerung selten geworden, von Adligen wird sie ebenfalls nicht mehr erwartet. Sollten Adlige jedoch außerhalb ihrer Gesellschaftsschicht heiraten, würden sie ihren Titel und das Ansehen in der Familie verlieren.

## Religion
Sasak verstehen sich als die ursprünglichen Einwohner der Insel, die sie als gumi Sasak („Welt“) bezeichnen, und grenzen sich dadurch von den später in den Westteil zugezogenen Balinesen und den Minderheiten der Javaner, Araber und Chinesen ab. Zwischen dem späten 16. Jahrhundert und dem frühen 17. Jahrhundert konvertierten die Sasak zum Islam, wobei in der bis ins 19. Jahrhundert dominierenden Wetu-Telu-Religion einige naturreligiöse und hinduistische Glaubenselemente beibehalten wurden. Die Anhänger dieser synkretistischen Form des Islam, die überwiegend in den Bergdörfern im Norden leben, wurden in den 1960er Jahren noch auf 20 Prozent geschätzt und sind seither durch anhaltende islamische Missionierung auf wenige Prozent zurückgegangen. Daneben gibt es noch vereinzelte, nicht islamisierte Anhänger der Sasa Boda (altmalaiischer Ahnenglaube und buddhistische Elemente).
Zur orthodox-islamischen Glaubensrichtung Waktu Lima, die ab etwa 1900 von den Wetu-Telu-Anhängern unterschieden werden konnte, bekennt sich der größte Teil der Sasak. Waktu Lima bot bereits in der Kolonialzeit die Möglichkeit, Macht und gesellschaftliche Anerkennung außerhalb der Klassengesellschaft zu erlangen. Dem gegenüber schloss sich der Adel, der seine Macht aus dem Gewohnheitsrecht (Adat) bezog, mit den Holländern zusammen. Sie konnten die rasche Konversion zum Islam in den 1930er Jahren nicht verhindern. Während der Unruhen 1966 nach dem Militärputsch von Suharto erhielten die orthodoxen Muslime Unterstützung durch die Armee und brachten Wetu-Telu-Anhänger mit Drohungen und Gewalt zur Konversion.
Durch eine kleine, sich aber lautstark äußernde Gruppe strenggläubiger Muslime, die in konservativen Islamschulen (Pesantren) erzogen wurden, und durch Einflüsse aus dem Westen besteht die Tendenz zu einer sich egalisierenden Gesellschaft, in der die Klassenunterschiede geringer werden.

## Kultur
Entsprechend der religiösen Unterscheidung wird auch die Musik von Lombok entweder der javanisch-balinesischen Gamelan-Musik oder der vom Islam beeinflussten Musik zugeordnet. Genggong ist ein Tanzbewegungen ausführendes Musikensemble, benannt nach der Maultrommel genggong, zu dem die zweisaitige Streichlaute rebab, die Bambusflöte suling und Schlaginstrumente gehören. Gandrung ähnelt im Aufführungsstil dem javanischen Gandrung Banyuwangi, nur dass auf Lombok als melodieführenden Instrumente rebab, suling und die seltene Kegeloboe preret zum Einsatz kommen. Das Serat Menak Sasak ist ein einheimischer Sagenzyklus, der nur noch selten als eine Form des indonesischen Schattenspiels wayang kulit aufgeführt wird. Am meisten verehrt wird der Lingsar-Tempel an der Westküste, wo ein bedeutendes jährliches Tempelfest veranstaltet wird. Im Ort Lenek im Osten der Insel werden bei Dorffesten alte Tanztraditionen aufrechterhalten.
Cilokaq ist eine traditionelle populäre Musik mit Gesang und Instrumenten, die zur islamischen Kulturtradition gehören, wie die einfellige Rahmentrommel rebana, die Zupflaute gambus, die Violine '(biola) und zumindest früher auch hier die Kegeloboe preret.